# 俄羅斯聯邦與台灣關係條例
《俄羅斯聯邦與台灣關係條例》簡稱《俄台關係條例》、《俄臺關係法》，是一部现行的俄羅斯聯邦總統令，1992年9月15日由俄罗斯联邦总统葉爾欽簽署生效，以規範往後的俄羅斯與台灣關係。

## 概要
根據俄羅斯總統葉爾欽在1992年9月15日發佈的《俄台關係條例》規定，俄、台互設非官方代表處，旨在保障台、俄兩方人民的權益，以及加強在經濟、科技、文化和其他非官方關係各項領域的交流合作。但是，雙方的代表處不准使用正式的國家名稱，和國旗、國徽等任何國家象徵之類的東西；同時，也無法享有政府機關應有的地位、權限、特權和優惠等。《俄台關係條例》也不是「一中一台關係法」，這項法令開宗明義宣稱：俄羅斯聯邦的對台關係，是以「只有一個中國」為出發點，中華人民共和國是中國唯一合法政府，代表全中國，台灣是中國不可分割的一部分，俄羅斯聯邦不支持同台灣有官方的、政府間的關係。

## 修法
支持台灣的「院外集團」影響了俄羅斯對台政策和台俄關係走向。國家杜馬中以日里諾夫斯基為首的俄罗斯自由民主党的一些議員，以及莫斯科駐台北代表處主席、俄政府前第一副總理洛博夫和地緣政治委員會主席阿列克謝·米特羅法諾夫、葉爾欽總統辦公室主任斐拉托夫、遠東地區的一些官僚、某些親西方的激進派人士、前政府官員以及一些與台灣關係密切的企業家等，他們想方設法推動與台灣實質關係，或者是想通過擴大與台關係來達到自己的目的，以此來牽制中國大陆。他們於1996年向國家杜馬提交議案，要求在中國大陆進行台海導彈演習時支持台灣，1997年7月國家杜馬的地緣政治委員會提出《俄羅斯與台灣關係法草案》，規定俄台關係是準國際關係，強調不能因為俄台沒有外交關係而喪失有關權益。

## 外部連結
- 俄羅斯台灣關係條例全文（页面存档备份，存于），克里姆林宮（俄文）